# Cercado (Oruro)
Cercado é uma província da Bolívia localizada no departamento de Oruro, sua capital é a cidade de Oruro.